# Euro Hockey Tour 2007/2008
Euro Hockey Tour 2007/08 var den tolfte upplagan av Euro Hockey Tour. Säsongen 2007/2008 vanns Euro Hockey Tour av Ryssland före Finland, Tjeckien och Sverige.

## Slutställning
| Lag      | Spelade | Vinster | Vinster i övertid | T | Förluster i övertid | Förluster | Gjorda mål | Insläppta mål | Poäng |
| -------- | ------- | ------- | ----------------- | - | ------------------- | --------- | ---------- | ------------- | ----- |
| Ryssland | 12      | 10      | 0                 | 0 | 0                   | 2         | 41         | 18            | 30    |
| Finland  | 12      | 5       | 1                 | 0 | 1                   | 5         | 27         | 31            | 18    |
| Tjeckien | 12      | 4       | 1                 | 0 | 1                   | 6         | 33         | 44            | 15    |
| Sverige  | 12      | 3       | 0                 | 0 | 0                   | 9         | 27         | 35            | 9     |

### Fotnoter
1. ↑  ”Strålman en ljusglimt i mörkret”. Dagens nyheter. 20 april 2008. http://www.dn.se/arkiv/sport/stralman-en-ljusglimt-i-morkret. Läst 20 januari 2016.